# Campionati europei di 49er & 49er FX 2016
I Campionati europei di 49er & 49er FX 2016 si sono svolti a Barcellona, in Spagna, dall'11 al 16 aprile.

## Podi
| Evento  | Oro                                         | Argento                                 | Bronzo                                 |
| 49er    | Spagna Diego Botín Iago López               | Austria Nico Delle Karth Nikolaus Resch | Regno Unito John Pink Stuart Bithell   |
| 49er FX | Danimarca Jena Hansen Katja Salskov-Iversen | Italia Giulia Conti Francesca Clapcich  | Spagna Támara Echegoyen Berta Betanzos |

## Medagliere
| Posiz. | Nazione     | Oro | Argento | Bronzo | Totale |
| ------ | ----------- | --- | ------- | ------ | ------ |
| 1      | Spagna      | 1   | 0       | 1      | 2      |
| 2      | Danimarca   | 1   | 0       | 0      | 1      |
| 3      | Austria     | 0   | 1       | 0      | 1      |
| 3      | Italia      | 0   | 1       | 0      | 1      |
| 5      | Regno Unito | 0   | 0       | 1      | 1      |
| Totale | Totale      | 2   | 2       | 2      | 6      |